# 킬리키아 아르메니아 왕국
킬리키아 아르메니아 왕국(아르메니아어: Կիլիկիոյ Հայոց Թագաւորութիւն 또는 킬리키아 아르메니아(아르메니아어: Կիլիկեան Հայաստան, 로마자: Kilikyan Hayastan, 또는 Հայկական Կիլիկիա, Haykakan Kilikia)는 소아르메니아, 작은 아르메니아, 신아르메니아라고도 불리며, 이전에는 킬리키아 아르메니아 공국(아르메니아어: Կիլիկիայի հայկական իշխանութիւն)으로 알려져 있었다. 이 국가는 셀주크인의 아르메니아 침공을 피해 피난 온 아르메니아인들에 의해 중세 후기에 형성된 아르메니아 국가였다. 킬리키아 왕국은 전통적인 아르메니아고원 지역을 벗어나 존재했으며, 고대 아르메니아 왕국과는 별개의 국가로, 알렉산드레타만 북서쪽의 킬리키아 지역을 중심으로 형성되었다.
이 왕국의 기원은 약 1080년경 루벤 왕조에 의해 세워진 공국에서 시작되었다. 루벤 왕조는 한때 아르메니아 왕위를 차지했던 바그라투니 왕조의 분파로 추정된다. 수도는 처음에 타르수스에 있었으나, 후에 시스로 옮겨졌다. 킬리키아는 유럽 십자군과 강력한 동맹을 맺었으며, 동방 기독교 세계의 요새로 자리매김했다. 또한 당시 아르메니아 본토가 외세의 지배를 받았기 때문에, 킬리키아는 아르메니아 문화 생산의 중심지가 되었다. 아르메니아 정교회의 영적 지도자인 가톨리코스의 본부가 이 지역으로 옮겨진 것만 보아도 킬리키아가 아르메니아 역사와 국가 정체성에서 차지하는 중요성을 알 수 있다.
1198년, 루벤 왕조의 레오 1세가 왕으로 즉위하면서 킬리키아 아르메니아는 왕국으로 승격되었다. 이후 1226년, 레오 1세의 딸 이사벨라의 두 번째 남편인 헤툼 1세를 통해 왕위가 헤툼 왕조로 넘어갔다. 당시 몽골 제국이 중앙아시아와 중동 지역을 정복하면서, 헤툼과 그의 후계자들은 아르메니아-몽골 동맹을 형성하여 맘루크 왕조 등 이슬람 세력에 맞서려 했다. 그러나 13세기와 14세기에 들어 십자군 국가들과 몽골 일한국이 붕괴하면서 킬리키아 아르메니아는 지역 내 동맹국을 모두 잃고 고립되었다. 결국, 14세기 이집트 맘루크 왕조의 끊임없는 공격 속에서 루지냥 왕조 통치하의 킬리키아는 내분까지 겹쳐 1375년 최종적으로 함락되었다.
유럽과의 군사 및 상업적 교류 덕분에 킬리키아 아르메니아 사회에는 새로운 서구적 영향이 스며들었다. 귀족들은 기사도, 서유럽식 복식, 프랑스식 작위와 이름, 언어를 받아들였다. 또한 킬리키아의 사회 구조 역시 전통적인 아르메니아 체제에서 벗어나 서유럽 봉건제도와 유사한 형태로 변화했다. 반대로 유럽 십자군 역시 아르메니아의 성채 건축 기술과 교회 건축 양식 등의 요소를 차용하였다. 킬리키아 아르메니아는 경제적으로도 번영하였으며, 아야스 항구는 동서 교역의 중심지로 기능했다.

## 같이 보기
- 킬리키아